# Bipied
 (janvier 2011).
Si vous disposez d'ouvrages ou d'articles de référence ou si vous connaissez des sites web de qualité traitant du thème abordé ici, merci de compléter l'article en donnant les références utiles à sa vérifiabilité et en les liant à la section « Notes et références ».
Un bipied est un dispositif de soutien similaire à un trépied ou un monopode, mais avec deux jambes. Il procure une amélioration significative de la stabilité sur deux axes de mouvement.

## Armes à feu

### Origine
Les mousquets et les arquebuses sont des armes lourdes, qu'on fait reposer sur une fourche de support, la fourquine.

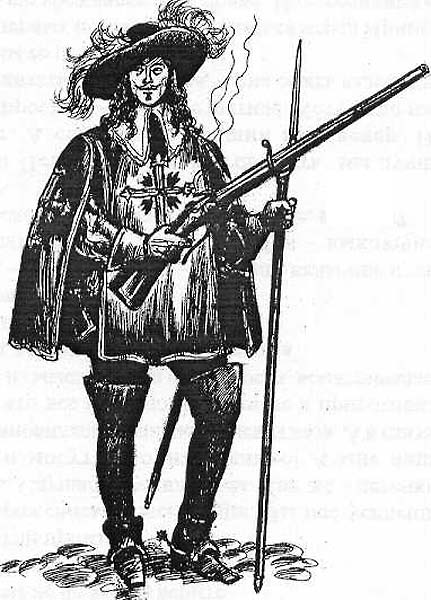
Mousquet avec la fourquine.

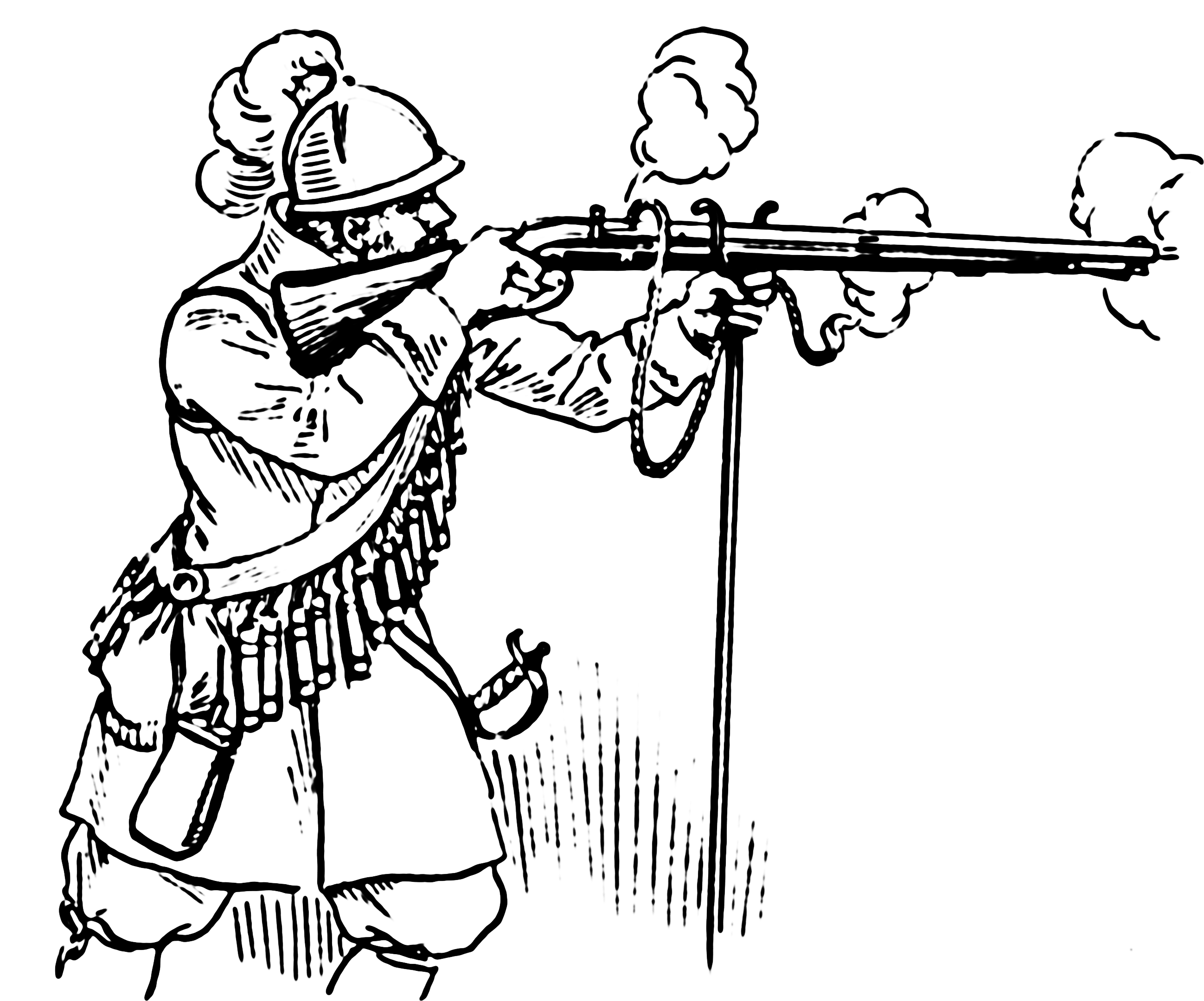
Utilisation d'une arquebuse sur sa fourquine.

### Utilisation contemporaine
Sur les armes à feu, les bipieds sont utilisés pour réduire le mouvement de l'arme. Le bipied permet à l'opérateur de faire reposer une partie du poids de l'arme sur le sol, sur un muret ou tout autre objet, ce qui réduit sa fatigue et augmente la précision du tir. Les bipieds peuvent être fixes ou de longueur ajustable.
Les soldats des unités de montagne utilisent parfois leurs bâtons de ski comme des bipieds improvisés pour stabiliser leur tir.

### Types d'armes équipées de bipied
- Mitrailleuses légères
- Fusils de précision
- Fusils d'assaut
- Lance-missiles
- Mortier

### Galerie d'images

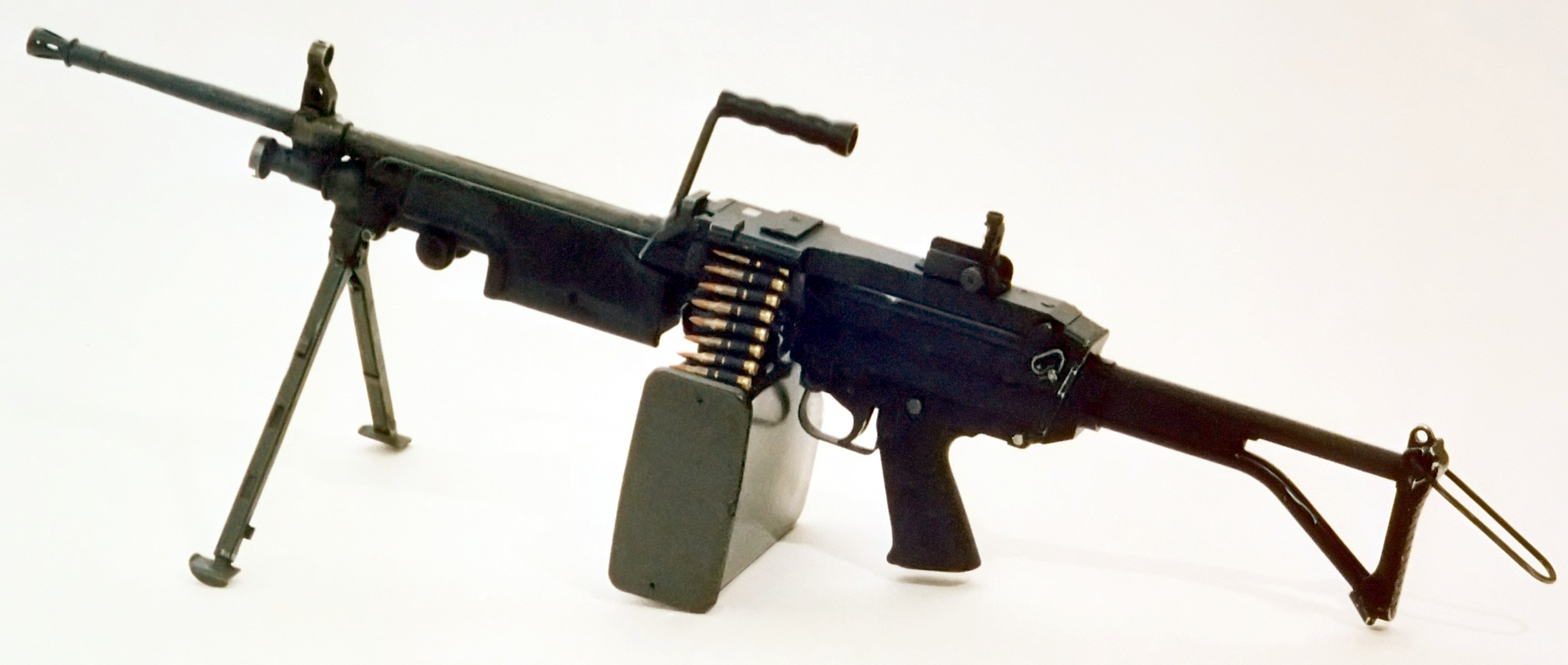
La plupart des mitrailleuses légères sont employées avec un bipied pour augmenter leur précision en tir automatique.
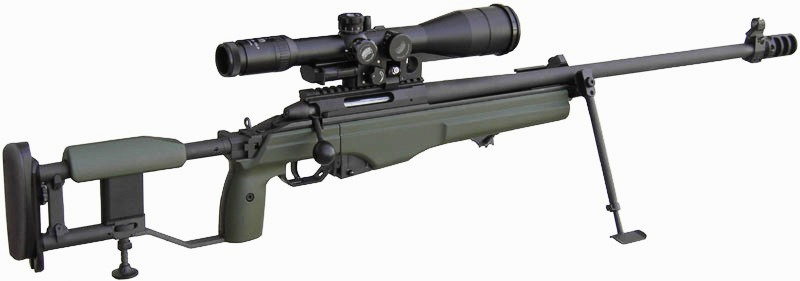
Un fusil de précision Sako TRG sniper rifle doté de son bipied standard d'usine et d'un monopode réglable sous sa crosse.

## Photographie
Les appareils photographiques peuvent également être utilisés sur des bipieds.